# Néstor Breitenbruch
Néstor Adriel Breitenbruch (Posadas, 13 settembre 1995) è un calciatore argentino, difensore dell'Aldosivi.

## Caratteristiche tecniche
È un terzino destro.

## Statistiche

### Presenze e reti nei club
Statistiche aggiornate al 1º giugno 2025.
| Stagione                  | Squadra                   | Campionato                | Campionato | Campionato | Coppe nazionali | Coppe nazionali | Coppe nazionali | Coppe continentali | Coppe continentali | Coppe continentali | Altre coppe | Altre coppe | Altre coppe | Totale | Totale |
| Stagione                  | Squadra                   | Comp                      | Pres       | Reti       | Comp            | Pres            | Reti            | Comp               | Pres               | Reti               | Comp        | Pres        | Reti        | Pres   | Reti   |
| ------------------------- | ------------------------- | ------------------------- | ---------- | ---------- | --------------- | --------------- | --------------- | ------------------ | ------------------ | ------------------ | ----------- | ----------- | ----------- | ------ | ------ |
| 2014                      | Independiente             | PD                        | 9          | 0          | CA              | 3               | 0               | -                  | -                  | -                  | -           | -           | -           | 12     | 0      |
| 2015                      | Independiente             | PD                        | 2          | 0          | CA              | 1               | 0               | -                  | -                  | -                  | -           | -           | -           | 3      | 0      |
| 2015                      | Quilmes                   | PD                        | 0          | 0          | CA              | 0               | 0               | -                  | -                  | -                  | -           | -           | -           | 0      | 0      |
| 2016-2017                 | Independiente             | PD                        | 0          | 0          | CA              | 1               | 0               | CS                 | -                  | -                  | -           | -           | -           | 1      | 0      |
| 2017-2018                 | Independiente             | PD                        | 2          | 0          | CA              | 0               | 0               | -                  | -                  | -                  | -           | -           | -           | 2      | 0      |
| Totale Independiente      | Totale Independiente      | Totale Independiente      | 13         | 0          |                 | 5               | 0               |                    | -                  | -                  |             | -           | -           | 18     | 0      |
| gen.-giu. 2018            | Correcaminos UAT          | AMX                       | 9          | 1          | CM              | 1               | 1               | -                  | -                  | -                  | -           | -           | -           | 10     | 2      |
| 2018-2019                 | Correcaminos UAT          | AMX                       | 24         | 1          | CM              | 0               | 0               | -                  | -                  | -                  | -           | -           | -           | 24     | 1      |
| Totale Correcaminos UAT   | Totale Correcaminos UAT   | Totale Correcaminos UAT   | 33         | 2          |                 | 1               | 1               |                    | -                  | -                  |             | -           | -           | 34     | 3      |
| 2019-2020                 | Godoy Cruz                | PD                        | 16         | 0          | CA              | 2               | 0               | CL                 | 1                  | 0                  | -           | -           | -           | 19     | 0      |
| 2019-2020                 | Defensa y Justicia        | PD                        | 4          | 0          | CA+CM           | 1+10            | 0               | CL+CS              | 5+3                | 0                  | -           | -           | -           | 23     | 0      |
| 2021                      | Defensa y Justicia        | PD                        | -          | -          | CA+CdL          | 0+6             | 0               | CL                 | 2                  | 0                  | RS          | 1           | 0           | 9      | 0      |
| Totale Defensa y Justicia | Totale Defensa y Justicia | Totale Defensa y Justicia | 4          | 0          |                 | 17              | 0               |                    | 10                 | 0                  |             | 1           | 0           | 32     | 0      |
| 2021                      | Godoy Cruz                | PD                        | 18         | 0          | CA+CdL          | -               | -               | -                  | -                  | -                  | -           | -           | -           | 18     | 0      |
| 2022                      | Godoy Cruz                | PD                        | 15         | 0          | CA+CdL          | 2+14            | 0               | -                  | -                  | -                  | -           | -           | -           | 31     | 0      |
| Totale Godoy Cruz         | Totale Godoy Cruz         | Totale Godoy Cruz         | 49         | 0          |                 | 18              | 0               |                    | 1                  | 0                  |             | -           | -           | 68     | 0      |
| 2023                      | Arsenal Sarandí           | PD                        | 19         | 0          | CA+CdL          | 1+13            | 0+1             | -                  | -                  | -                  | -           | -           | -           | 33     | 1      |
| 2024                      | Atl. Tucumán              | PD                        | 13         | 1          | CA+CdL          | 0+6             | 0               | -                  | -                  | -                  | -           | -           | -           | 19     | 1      |
| 2025                      | Aldosivi                  | PD                        | 15         | 0          | CA              | 2               | 0               | -                  | -                  | -                  | -           | -           | -           | 17     | 0      |
| Totale carriera           | Totale carriera           | Totale carriera           | 146        | 3          |                 | 63              | 2               |                    | 12                 | 0                  |             | 1           | 0           | 222    | 5      |

## Palmarès

### Club

#### Competizioni internazionali
- Coppa Sudamericana: 1

Defensa y Justicia: 2020
- Recopa Sudamericana: 1

Defensa y Justicia: 2021